# Væske
En væske er et flydende stof, der ligesom faste stoffer kun i ringe grad kan ændre rumfang under tryk, men som en gasart er flydende og således ikke har nogen afgrænset form.

Der findes fire tilstande for stof: fast form, flydende form, gas og plasma. Hvis væsken køles ned til dets frysepunkt, krystaliserer den og bliver fast, medmindre der sker en underafkøling af væsken. F.eks. bliver vand til is. Mens en væske altid fordamper fra sin overflade, vil en væske der varmes til dets kogepunkt omdannes til gas også i dens indre, og med tiden fordampe fuldstændigt til en gasart. F.eks. bliver vand til damp.

Den temperatur en væske bliver fast ved kaldes frysepunktet. Bemærk at da det på grund af afkøling ikke er helt nemt at bestemme frysepunkter, er det ofte det tilsvarende smeltepunkt, der angives, selvom det stadig kaldes frysepunkt. På samme måde kalder man temperaturen en væske bliver til gas ved for kogepunktet. Celsius-skalaen er baseret på vandets fryse- og kogepunkter: Det fryser ved 0 grader og koger ved 100 grader ved 1 atmosfærisk tryk.
Væskeformen er oftest også en mellemtilstand mellem gas og fast stof. Derfor vil massetætheden også ligge et sted mellem massetætheden for gas og faste stoffer. En notabel undtagelse er CO2 som går direkte fra fast form til gas da kogepunktet ligger lavere end smeltepunktet.